# Karl-Peter Schackmann-Fallis
Karl-Peter Schackmann-Fallis (* 5. Dezember 1954 in Trier) ist ein deutscher Ökonom. Er war von 1998 bis 2001 Staatssekretär im Finanzministerium des Landes Sachsen-Anhalt sowie von 2001 bis 2004 Staatssekretär im Finanzministerium des Landes Brandenburg.

## Leben
Schackmann-Fallis schloss im Jahr 1979 sein Studium der Fächer Politikwissenschaft, Germanistik, Geschichte und Volkswirtschaftslehre mit dem Examen als Diplom-Volkswirt ab. Anschließend war er als wissenschaftlicher Mitarbeiter an der Universität Trier tätig und promovierte zum Dr. rer. pol. (Volkswirtschaftslehre).
Danach arbeitete er von 1985 bis 1997 in der Grundsatzabteilung des Bundeswirtschaftsministeriums, zuletzt als Referatsleiter für wirtschaftspolitische Fragen des Postwesens und der Telekommunikation. Zwischenzeitlich war er für eine Tätigkeit im Arbeitskreis III Wirtschaftspolitik der SPD-Bundestagsfraktion und im SPD-Parteivorstand beurlaubt.
Im Jahr 1997 übernahm er die Leitung der Abteilung für wirtschafts- und vermögenspolitische Angelegenheiten des Ministeriums der Finanzen des Landes Sachsen-Anhalt. Er stieg 1998 unter Finanzminister Wolfgang Gerhards (SPD) zum Staatssekretär im selben Ministerium auf und wechselte 2001 zum Brandenburger Finanzministerium, wo er bis 2004 verblieb.
Im November 2004 wurde Schackmann-Fallis Geschäftsführendes Vorstandsmitglied des Deutschen Sparkassen- und Giroverbandes (DSGV). Im selben Jahr wurde er in den Fachbeirat der Bundesanstalt für Finanzdienstleistungsaufsicht (BaFin) berufen. 2011 folgte die Ernennung zum Vorsitzenden des Aufsichtsrates der Sparkassen Rating und Risikosysteme GmbH. 2015 wurde er Mitglied im Europäischen Wirtschafts- und Sozialausschuss (EWSA) in Brüssel. Von 2005 bis 2007 war er Vice-Chairman der Interinstitutional Monitoring Group for Financial Services der EU, nominiert vom Europäischen Parlament. Seine DSGV-Amtszeit endete im September 2022. Innerhalb der Sparkassen-Finanzgruppe war er von 2012 bis 2022 Mitglied des Verwaltungsrates der Landesbank Hessen-Thüringen, davon bis 2018 als stellvertretendes Mitglied.
Zu den weiteren Ämtern und Mandaten zählen die Tätigkeit als Schatzmeister der Deutsch-Britischen Gesellschaft e.V. von 2018 bis 2023, die Mitgliedschaft im Aufsichtsrat der Caritas Gemeinschaftsstiftung Bistum Berlin (seit 2010) und die Mitglied im Aufsichtsrat der Deutschen Druck- und Verlagsgesellschaft Berlin.
Seit September 2023 steht Schackmann-Fallis außerdem als Vorsitzender an der Spitze des Vereins zur Förderung der überparteilichen Europa-Union Deutschland (EUD).

## Auszeichnungen (Auswahl)
- 2021: Ritter des Ordre national du Mérite[8]
- 2022: Großes Silbernes Ehrenzeichen für Verdienste um die Republik Österreich[9]